# Кудряшов, Николай Николаевич (художник)
Николай Николаевич Кудряшов (30 сентября 1909, Москва — 24 апреля 1991, Москва) — советский художник-график и автор шрифтов.

## Биография
Родился в Москве 30 сентября 1909 года. Изучал живопись в мастерской Роберта Фалька во ВХУТЕМАСе (1926—1928).
Участник Великой Отечественной войны 1941—1945 гг.
После войны работал в отделе новых шрифтов НИИ полиграфического машиностроения.
Скончался  в Москве 24 апреля 1991 года.

## Вклад в разработку шрифтов

Гарнитура Кудряшовская энциклопедическая. Специальные знаки

Спроектировал и нарисовал более 200 различных шрифтов, совместно с Зоей Масленниковой. Совместно с Михаилом Щелкуновым создал гарнитуру «Эксцельсиор» в 1936 г. С 1938 года работал в лаборатории шрифта НИИ ОГИЗа, создал гарнитуру «Обыкновенная новая».
Для третьего издания Большой советской энциклопедии Н. Н. Кудряшов создал гарнитуру «Кудряшовская энциклопедическая» в пяти начертаниях. Гарнитура включала символы русского, латинского, греческого алфавитов, каллиграфические, фонетические, нотные, математические, астрономические и другие знаки. Применение шрифта сократило объём энциклопедии на 20% и сэкономило 4 миллиона рублей.

## Награды и признание
В 1971 году получил первую премию на конкурсе наборных шрифтов стран СЭВ в Дрездене.